# 桑福德體育場
桑福德體育場（英語：Sanford Stadium）是一座位於美國喬治亞州雅典市的喬治亞大學校園內的體育比賽場地，主要用於舉行美式足球比賽。這座球場擁有92,746個座位，是美國大學體育協會中排名第十的大型場館。從建築設計上來看，體育場因多年來的多次擴建而聞名，一直秉持著謹慎周詳的態度，以維持其現有的外觀風格。球場西端的看臺，可以俯瞰喬治亞大學校園和起伏的山丘，因此被譽為是全美大學美式足球“最美麗的校園內球場”。此外球場所處的環境也使其成為全美大學美式足球中最好的場館之一。
球場邊的綠色灌木牆使得球場被稱為“在樹籬之間進行比賽”（Between the Hedges），而這種設計元素從球場於1929年開放以來就一直存在。在1996年夏季奧林匹克運動會足球比賽期間，球場的原始灌木牆被移除，現有的灌木牆則於同年重新種植。
桑福德體育場目前是美國第九大、全球第十七大的體育場，與大多數人工草皮的球場不同，它一直使用自然草皮，種植著Tifton 419百慕達草。

## 歷史
這座體育場的名字是為了紀念斯特德曼·文森特·桑福德博士（Dr. Steadman Vincent Sanford），他是喬治亞大學體育活動的先驅之一，桑福德在1903年時作為一名英語講師進入喬治亞大學，之後成為了體育委員會的教師代表，最終更是成為了該大學的校長，並且負責整個喬治亞大學系統的工作。在1911年，他將大學的足球場地從第一個場地Herty Field搬到了校園中心的一個地方，因此這個場地就以他的名字命名為Sanford Field。後來為了紀念他在喬治亞大學體育活動所做出的貢獻，這座新建的體育場就以他的名字命名為Sanford Stadium。

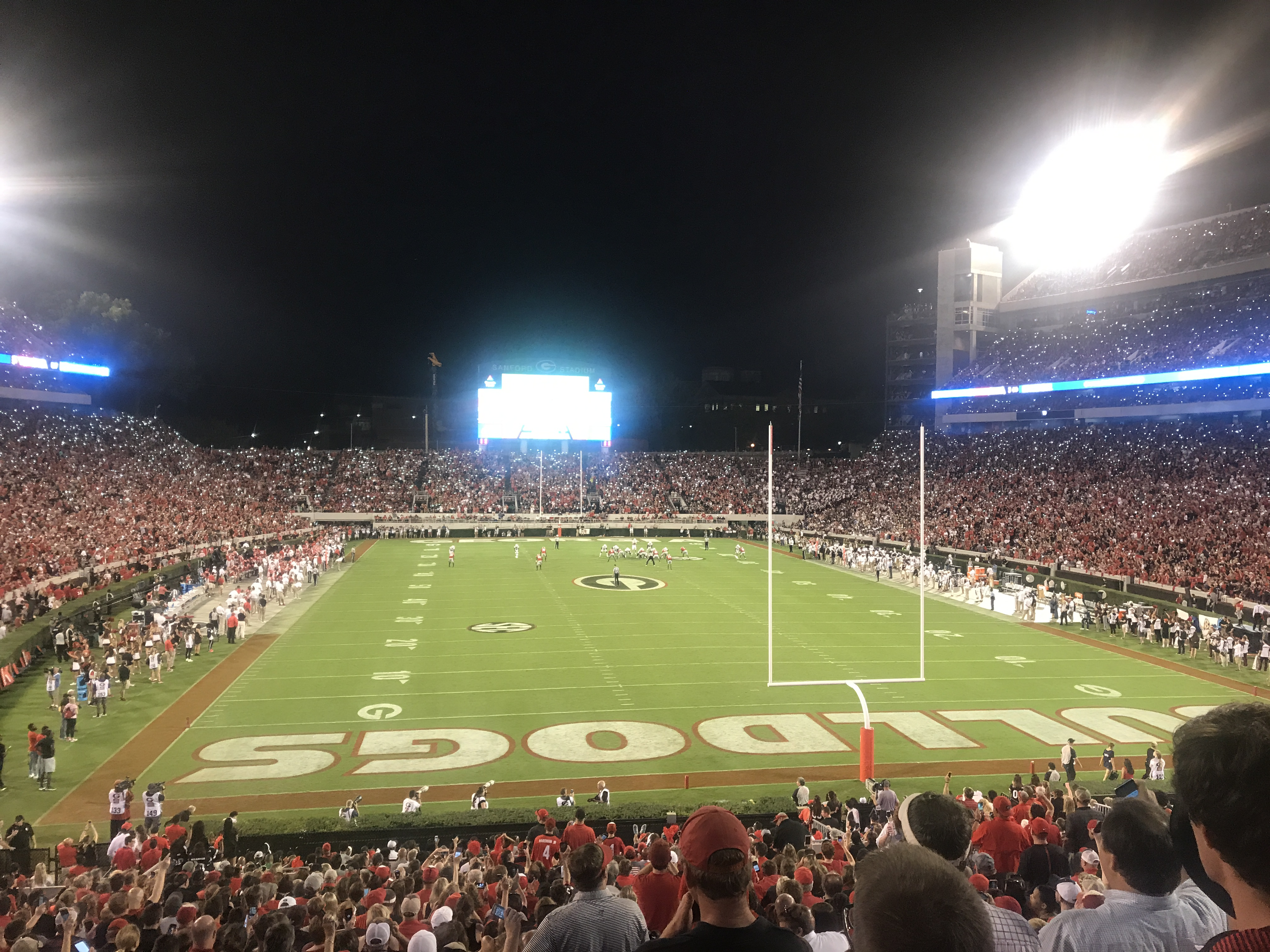
2017 年，佐治亞州球迷在晚上對陣密密西西比州立大學的比賽中用手機“點亮”桑福德體育場。

這座體育場於1928年開始興建，1929年10月12日如期落成，喬治亞大學成功說服歷史悠久、實力雄厚的耶魯大學成為新落成體育場的第一個對手（這也是耶魯大學有史以來在南方地區的第一場足球比賽）。1929年10月12日，由教練哈里·梅爾（Harry Mehre）領軍的鬥牛犬隊在桑福德體育場的揭幕戰以15-0擊敗耶魯大學，超過3萬人的滿座觀眾每張門票收費3美元，當時南方地區有史以來最多人觀看的大學足球比賽，九個南方州的州長也都出席了比賽。耶魯大學將比賽收入的一半捐給喬治亞大學，以幫助償還建設貸款。事實上這些貸款在短短五年內就被完全還清。桑福德博士也出席了這場比賽，直到他於1945年9月15日去世前，他還出席許多在以他的名字命名的體育場舉行的喬治亞大學比賽。
體育場周圍的樹籬包圍著球場是由喬治亞大學體育部商務經理查理·馬丁（Charlie Martin）提出，據馬丁所說，他在參觀玫瑰碗時得到這個想法，他發現體育場周圍的玫瑰樹籬，但由於雅典的氣候不適合種植玫瑰，因此改用了女貞樹籬。美國東南部大學體育聯盟（Southeastern Conference）中還有其他六個球場也效仿喬治亞大學，現在樹籬已經不再是喬治亞大學的獨有特色，但喬治亞大學是唯一一個樹籬完全圍繞著球場的體育場。
2019年5月，喬治亞大學宣布桑福德體育場將以前任長期鬥牛犬隊主教練和運動總監文斯·杜利（Vince Dooley）的名字命名，Dooley Field命名儀式於2019年9月7日鬥牛犬隊的主場揭幕戰前舉行。
2019年9月21日，桑福德體育場在鬥牛犬隊迎戰第7名的聖母院大學的比賽中創下了93,246的觀眾出席記錄。由於喬治亞大學和聖母院大學達成協議，在主場和客場系列賽中各分配8,000張來賓門票，因此添加鋁製看臺，將體育場容量提高500個。

## 擴建
桑福德體育場最初由現有設施大看臺座位的下半部分組成。1940年，球場加入場地水平燈光，令喬治亞大學對肯塔基大學的首場夜賽以7-7的平局結束。1949年，體育場進行第一次重大擴建，南側增加6,000個座位，總容量達到36,000人。
20世紀60年代，南部許多大學都在大幅擴建體育場，喬治亞大學也不例外。1964年主教練文斯·杜利（Vince Dooley）上任後不久，喬治亞大學開始擴建桑福德體育場，拆除阻礙看臺視野的場地照明，並在末區加入7,621個露天座位，總容量達到43,621人。接著聘請亞特蘭大的Heery and Heery建築師公司規劃一次重大擴建。由於當時體育場被校內建築包圍，這次擴建計劃非常棘手。然而計劃仍然繼續進行，1967年大看臺座位被雙層化，不需要拆除周圍的任何建築物。這次重大擴建還包括一個新的記者席和俱樂部座位，總共增加19,640個座位（總容量達到59,000人），耗資300萬美元。1967年完成擴建，揭幕戰喬治亞大學對密西西比州立大學獲得勝利。
在1981年，以1,150萬美元的費用封鎖東側末區，將桑福德體育場變成了一個“馬蹄形”，並且清除“Track People”（在1981年之前，桑福德體育場的東側末區是開放式的，沒有看臺，因此有些球迷坐在場邊觀看比賽，球迷被稱為“Track People”）的區域。這次的擴建增加19,000個座位，使桑福德體育場的總容量達到82,122人。1981年9月5日，迎戰田納西大學的比賽成為新擴建體育場的首場比賽，喬治亞大學以44-0擊敗對手。
1981年，體育場重新安裝燈光。這一次燈光不再位於場地水平線，而是建在上層因此不會遮擋視野。第一場在“新燈光”下進行的比賽是1982年9月6日迎戰克萊姆森大學的比賽，喬治亞大學以13-7獲勝。
1991年，體育場擴建西側末區，耗費370萬美元，增加4,205個新座位，使桑福德體育場的總容量達到85,434人。
1994年，體育場在南看臺上方增加30個豪華包廂，並於2000年擴建至50個。這些擴建耗費總共1800萬美元，將體育場的總容量提高到86520人。
2003年，體育場的北側增加另一個上層看臺，耗資2500萬美元。這次擴建增加5500個新座位，將桑福德體育場的總容量提高到92058人。這些“上層看臺”的大部分座位保留給客隊球迷。
2005年，體育場在西側末區安裝大型顯示屏，此外帶狀廣告牌添加在體育場的兩側。這些新設施由Daktronics建造和維護，使桑福德體育場成為了美國東南部大學體育聯盟中視覺媒體最豐富的場館之一。
2004年，體育場在北側增加了27個SkySuite（高級貴賓套房），耗資800萬美元，使體育場的總容量提高到92746人。
2005年安裝的大型顯示屏在2011年球季前進行140萬美元的翻新，屏幕尺寸從25×46英尺擴展到52×76英尺，新的大型顯示屏具有全高清功能。
2017年2月14日，喬治亞大學運動委員會批准一項6300萬美元的擴建計劃，以翻新體育場的西側。計劃將更衣室從東側移到西側，並增加一個新的廣場和招募館。施工始於2017年球季結束後，並在2018年8月31日正式舉行揭幕儀式。
2019年，體育場的照明更換為LED燈，耗資約95萬美元，並於2019年9月21日對聖母院比賽首次使用。

## 1996年夏季奧運會
桑福德體育場是1996年夏季奧運會男子和女子足球比賽的決賽場地，由於足球場的尺寸要求比美式足球場寬，因此必須移除圍繞球場的樹籬。然而這一措施引起爭議，因為大眾不知道為了容納奧運會足球比賽而需要移除樹籬。為了準備這個必要措施，三年前就從原本的樹籬中取出了插枝，並在校外的一個秘密場地進行培育。後來發現，這個“秘密場地”實際上是兩個地點，一個是距離70英里（110公里）位於喬治亞州湯姆森的R.A.達德利苗圃，另一個是距離280英里（450公里）位於佛羅里達州昆西的Hackney苗圃，這兩個苗圃都由校友經營 。在奧運會期間，首次參加奧運會足球比賽的尼日利亞擊敗阿根廷奪得金牌；而美國以主場身份獲得奧運會女子足球首個金牌。奧運會結束後，新生長的樹籬從這兩個苗圃移植到體育場。桑福德體育場告知美國足球聯合會，如果美國獲得世界杯主辦權，它將不會再有興趣舉辦比賽。
以下是桑福德體育場進行的1996年夏季奧運會男子和女子足球比賽：
| 男子足球      | 男子足球 | 男子足球        | 男子足球 | 男子足球 | 男子足球 |
| 日期          | 球隊#1   | 比數            | 球隊#2   | 比賽階段 | 入場人數 |
| ------------- | -------- | --------------- | -------- | -------- | -------- |
| 1996年7月30日 | 葡萄牙   | 0–2             | 阿根廷   | 準決賽   | 78,212   |
| 1996年7月31日 | 奈及利亞 | 4–3（黃金入球） | 巴西     | 準決賽   | 78,587   |
| 1996年8月2日  | 巴西     | 5–0             | 葡萄牙   | 銅牌戰   | 68,173   |
| 1996年8月3日  | 奈及利亞 | 3–2             | 阿根廷   | 金牌戰   | 86,117   |
| 女子足球      |          |                 |          |          |          |
| 日期          | 球隊#1   | 比數            | 球隊#2   | 比賽階段 | 入場人數 |
| 1996年7月28日 | 中國     | 3–2             | 巴西     | 準決賽   | 64,196   |
| 1996年7月28日 | 挪威     | 1–2（加時）     | 美国     | 準決賽   | 64,196   |
| 1996年8月1日  | 巴西     | 0–2             | 挪威     | 銅牌戰   | 76,489   |
| 1996年8月1日  | 中國     | 3–2             | 美国     | 金牌戰   | 76,489   |

## 外部鏈接
- 官方网站

| 賽事和使用者             | 賽事和使用者                 | 賽事和使用者               |
| ------------------------ | ---------------------------- | -------------------------- |
| 前任： 魯營球場 巴塞隆拿 | 夏季奧運會 女子足球決賽 1996 | 繼任： 澳大利亞體育場 悉尼 |
| 前任： '                 | 夏季奧運會 女子足球決賽 1996 | 繼任： 澳大利亞體育場 悉尼 |